# 猫
猫 (chat) est un kanji composé de 11 traits et fondé sur 犬. Il fait partie des jōyō kanji.
Il se lit びょう, みょう ou ぼう en lecture on et ねこ en lecture kun.
Son Unicode est 732B.

## Historique
La partie gauche du kanji évoque l'« animal » (c'est la clé, kanji du chien : 犬). La partie droite, c'est le champ de riz qui se « hérisse » de nouvelles pousses.
Le « chat », c'est l'« animal » qui se « hérisse » quand il fait le dos rond.